# Josefa Tito Recalde
Josefa Tito Recalde (San Sebastián,  9 de abril de 1802 - Íb 18 de marzo de 1858) fue una pionera de la fabricación industrial de jabón a mediados del siglo XIX en el País Vasco. Una de las primeras mujeres empresarias y emprendedoras de Guipúzcoa.

## Biografía
Josefa Tito Recalde fue la tercera hija del matrimonio entre Lorenzo Tito Tarantina, de nacionalidad piamontesa y de Manuela Francisca Recalde Sagastiberria originaria del pueblo costero de Fuenterrabía en el País Vasco. Su padre latonero residente en San Sebastián. Su madre con destrezas y dotes mercantiles adquiridos en los negocios de ultramarinos regentados por su familia en su localidad de origen. Un importante enclave costero vasco asociado con el comercio marítimo y fluvial a través del Bidasoa, donde el mundo arrantzale y la pesca de especies como sardinas y la caza de la ballena -motivó el desplazamiento de los pescadores a Terranova y el descubrimiento del bacalao- perdura como herencia inmemorable hasta hoy. Y el turismo y la pesca recreativa están presentes desde el último siglo. Todos estos factores potencian las habilidades para los negocios que desarrollará de manera temprana esta prometedora empresaria.
Madre de tres chicas y dos chicos, se hace cargo por completo de los negocios que compartía con su marido Francisco Rodríguez Cárdenas, tras su muerte en 1842. La compraventa de licores, el abastecimiento de tropas y la concesión de créditos son algunas de las actividades empresariales que desempeña codo a codo con su cónyuge en vida. 
En su condición de viuda, esta donostiarra incursionó en un ámbito empresarial dominado por hombres, sumándose de este modo a la corriente que impulsó la primera industrialización moderna de Guipúzcoa, tras finalizar la primera guerra carlista (1833-1840).

### Primeros años
Dos hechos marcan la vida de quien será Josefa Tito y moldean su personalidad como mujer empresaria y emprendedora. El primero de ellos es el monumental incendio que devastó la ciudad de San Sebastián en 1813. El segundo su interrelación constante con los negocios de sus progenitores.
De los dos sin duda, el primero cambiaría su vida para siempre. Para el momento en que se producía la guerra de independencia contra las tropas napoleónicas, Josefa tenía 11 años siendo a su corta edad, testigo de la apertura de una brecha en la muralla. Así como del asalto, robos, asesinatos, violaciones en niñas y ancianas por igual y el propio incendio a manos de los “aliados” de España con el 31 de agosto de ese año como hito.
La destrucción y quema de la ciudad, en la que las tropas británicas se sintieron libres de “matar a hombres, mujeres y niños a punta de bayoneta” de la que la propia Josefa fue sobreviviente y tres intentos fallidos de reconstrucción comprometerán seriamente las finanzas y el futuro de la familia Tito Recalde.
Este hecho motiva a su hermano Manuel Tito -dos años mayor que ella- a migrar con destinado a la localidad de Matanzas en Cuba y Josefa es obligada a madurar de golpe ayudando en la reconstrucción de los negocios familiares y de su propia casa.
Su padre y 77 propietarios más figuran en la lista de ciudadanos gravemente perjudicados por el incendio y el ataque indiscriminado y brutal de los supuestos libertadores a estos habitantes, quienes por diversas razones permanecieron en la ciudad, a pesar del permiso de evacuación ofrecido por el general de brigada francés Louis Emmanuel Rey. Lorenzo Tito Tarantina suscribirá el 18 de septiembre de 1815, un escrito al Ayuntamiento donostiarra, solicitando una autorización para la reconstrucción de sus casas. Un solar ubicado en la calle Poyuelo-bajo (actual Fermín Calbetón) y una casa en la plaza Vieja, junto a la puerta de tierra y pegante a la muralla (hoy Bulevar).
Hacia junio de 1822 y transitada esta nefasta etapa en su vida, más tarde y con apenas 20 años, Josefa Tito contraerá matrimonio por poderes, en la iglesia Santa María del Coro. Su cónyuge el sargento Francisco Rodríguez Cárdenas, natural de Quéntar en Granada, no puede asistir en persona. El regimiento que presidía, la Sexta Compañía del Segundo Batallón Imperial Alejandro -de marcada ideología liberal- sería desplazado a un nuevo destino.
De esta unión nacen tres mujeres y tres varones: Norberta (1823), Teresa (1826), Juan (1828), Florencia (1830), Andrés (1832) y Manuel (1834) quién murió al nacer; pero además de crear una familia, la pareja tejió un negocio comercial con Rodríguez como cabeza visible y Josefa Tito como su ayudante y mentora.

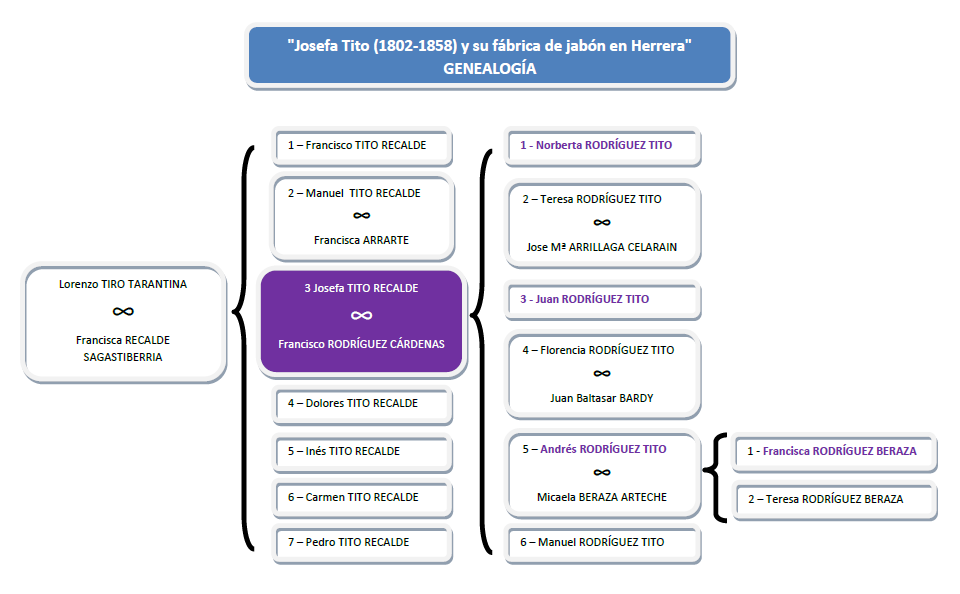
Genealogía de Josefa Tito Recalde. Creadora de la primera fábrica de jabón en Guipúzcoa, España

### Los negocios de la familia Rodríguez Tito
Al año siguiente de contraer nupcias, el Segundo Batallón Imperial Alejandro queda suprimido con la reimplantación del absolutismo. Este hecho, el nacimiento de su primogénita Norberta y la muerte de su suegro, marcaran el inicio de la carrera de su esposo como comerciante. Siempre bajo el paraguas de Josefa y de su familia, Tito Recalde.
Tres años después de su boda, el matrimonio se ve en apuros para pagar el surtido de licores de su tienda. La relación de amistad y compadrazgo mantenida con José Manuel Zuazola Arzac será clave para hacer frente a esta contingencia. Este vecino de Altza, padrino de la segunda hija del matrimonio cede en calidad de préstamo, cuatro mil quinientos y sesenta reales de vellón (r.v.) a Francisco Rodríguez, quien se los devuelve tan pronto como puede.
Pero Josefa Tito y su esposo se recuperaron rápidamente, y en un año se convertirán en los dueños de una casa y su huerta de nombre Zubigain que compran para ayudar a este vecino, de edad muy avanzada y muy endeudado para poder sobrevivir, en el barrio portuario de Herrera, en Altza. El lugar en donde 20 años más tarde Josefa Tito instalará su fábrica de jabón.
Los lazos familiares que se establecieron y la ayuda económica proporcionada en vida a Zuazola Arzac por los Rodríguez Tito, los convierte en los acreedores de la fortuna de este último; también la herencia de sus padres y una eficaz administración de los negocios, los ayuda a perpetuar el legado familiar en medio de la guerra civil entre carlistas y cristinos.

### Inicios como empresaria y emprendedora
Francisco Rodríguez fallece un tiempo después de redactar su testamento en octubre de 1842 y de que Josefa embarcara a su hijo Juan de 14 años rumbo a La Habana. Es muy probable que lo hiciera por el cobro de la herencia dejada por su hermano Manuel Tito de los años vividos y la fortuna creada en Matanzas, Cuba.
La documentación generada para reclamar las deudas pendientes de cobro por Josefa Tito tras enviudar nos da una idea del amplio bando geográfico en el que se desarrollaba su actividad comercial a la que se sumó la compensación de daños ocasionados por la guerra: Jaén (1838), Cestona (1840), San Sebastián (1842), Madrid (1845), Zaragoza (1848), Bera (1850), Vitoria (1850), Segovia (1856), Pamplona (1856).
La condición de viuda va a facilitarle a Josefa el acceso al control total de los asuntos familiares y los negocios. Así continuará tomando decisiones claramente encaminadas a reunir dinero en efectivo, recuperando cantidades de las que era acreedor su marido.
En este sentido las viudas tuvieron un papel fundamental en el mundo del trabajo al que contribuían de manera activa. Se convertían en las propietarias absolutas de la dote que le había dado su padre al casarse, sintiéndose económicamente libres y como en este caso seguían con el negocio de su difunto esposo. Estas circunstancias las convertían en personas muy consideradas en su entorno, lo que contribuía en buena medida a ampliar la presencia femenina en importantes centros de decisión y prestigio social.
En la época en la que Europa vio aumentar la actividad mercantil, las mujeres fueron parte activa fundamental en este fenómeno entrando en los negocios. Ellas participaban no sólo en el comercio, sino que incluso dirigían procesos productivos como la vigilancia de las ferrerías o las minas.
En muchos casos esta presencia está unida a la política familiar: las viudas que deben velar por los negocios del clan y tienen la custodia de sus hijos dirigen los negocios, y la mujer no sólo gobierna la casa, sino que interviene en el conjunto de la economía familiar, incluidos los negocios propiamente dichos.
Esta tesis está reforzada con el hecho de que, en el País Vasco se rompía ampliamente con el esquema habitual en Europa de hecho, mujeres no viudas participaron activamente en el mundo del intercambio. A principios del siglo XIX, Alejandro de Humboldt constató que en Bayona el comercio estaba prácticamente en manos de las mujeres.

### La fábrica de jabón de Josefa Tito en Herrera

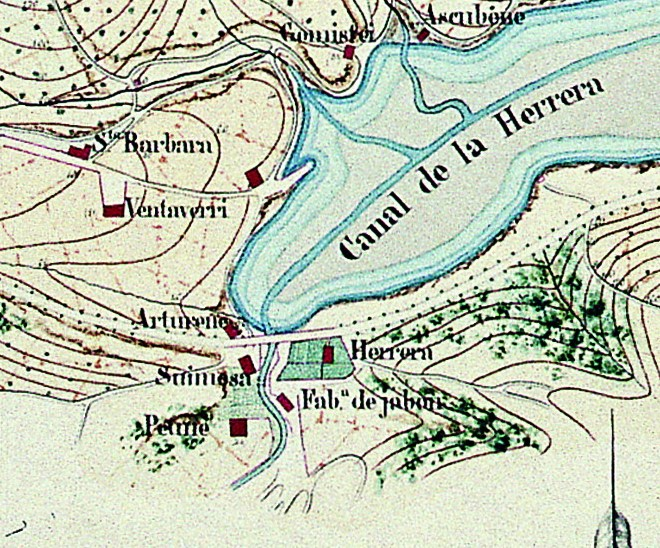
Plano de lugar donde existió la fábrica de jabón de Josefa Tito Recalde en Herrera, Guipúzcoa hacia 1851

La decisión más importante y personal de Josefa Tito será la de invertir en levantar una fábrica de jabón en el terreno que ella y su marido compraron a Zuazola Arzac en Herrera. La coyuntura respaldaba una decisión de este tipo. El traslado de las aduanas a la costa en 1841, tras finalizar la guerra carlista, abrió el mercado español a los productos guipuzcoanos. A eso habrá que añadir el hecho de que, lindando su terreno, se estaba construyendo una importante infraestructura, la carretera general que unirá Andoáin con Irún, pasando por San Sebastián, que será inaugurada el 1 de junio de 1847.
En noviembre de 1846, el Ayuntamiento de Altza concede una autorización a Josefa Tito para poner en marcha su fábrica de jabón con la condición de que la casa no interrumpa el tránsito de los caminos vecinales. Un año después, el comandante militar de Marina del puerto de Pasajes le concede otra autorización para dedicar una porción de tierra en la playa que ocupa el mar cercano al terreno por no perjudicar al puerto ni al tráfico marítimo.
Con las autorizaciones correspondientes, tan solo un año después la nueva fábrica está instalada. En ese momento, Josefa Tito necesita financiación. El 14 de diciembre de 1847 consigue un préstamo de manos de Juan Queheille -procedente de una familia de la Baja Navarra Francesa, que pasó a ocupar uno de los puestos más destacados de la economía donostiarra bajo el nombre de Pedro Queheille e Hijos- por valor de 80.000 reales vellón, sin intereses, comprometiéndose a devolverlo en el plazo de un año. Para ello, usará la casa-fábrica de jabón como aval por valor estimado de 111.053 reales.
La documentación también refleja que Josefa Tito incursionó en la producción de alimentos. El inventario histórico de la fábrica muestra que además de jabón, también se elaboraban fideos, un producto extraño a la gastronomía española cuyo consumo empezaba a ponerse de moda en aquellas fechas. Probó a elaborar pan, para lo cual arrienda una habitación y el horno de cocer pan de La Casa Nueva, intramuros de la ciudad. Una muestra más del espíritu emprendedor de esta mujer.

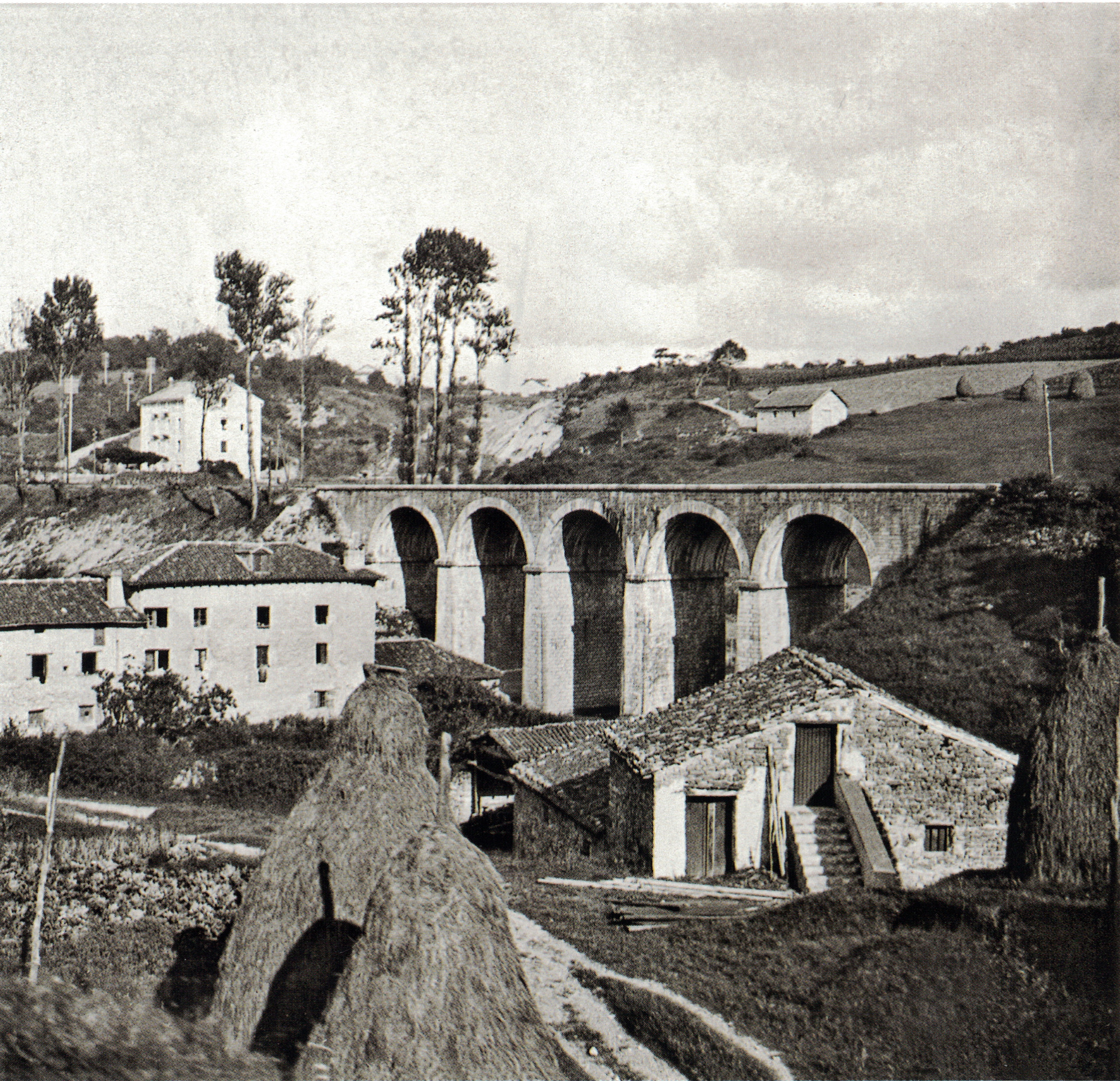
Caseríos Peruene y Lardi. El escenario donde funcionó la fábrica de jabón de Josefa Tito Recalde en Herrera, Guipúzcoa

Con la industrialización, todo lo referido a la higiene deja de ser un lujo para convertirse en una necesidad básica en todos los ámbitos de la vida, pasando de una fabricación principalmente doméstica y artesanal, a otra industrial y a gran escala. Aunque la empresa de Josefa Tito sea desconocida y no haya alcanzado la fama y la trayectoria de otras, como la de jabón Lagarto, producido por Lizarriturry y Rezola desde 1864, fundada 17 años más tarde que la de Josefa Tito, a ella cabe el mérito de reconocerle el ser una pionera en esa industria.
Se ve que el espacio que ofrecía la casa-fábrica y el trozo de playa convertido en huerta no era suficiente para la actividad que quería desarrollar. En José Bernardo Echeverría, propietario del caserío Peruene, situado al otro lado del riachuelo, encontró un colaborador con el que entabló una estrecha relación laboral.
Producto de esta relación firman un primer convenio en febrero de 1850. Acuerdan la compraventa de una pequeña porción de la huerta en abril del año siguiente con la que quedaría conformada definitivamente la propiedad de la casa-fábrica Tito y establecen un último convenio de distribución dentro de la población y los “efectos necesarios para la elaboración desde las fábricas a esta ciudad”.
Además de estos detalles relativos a la infraestructura y logística de la fábrica, conocemos también algunos detalles importantes sobre la financiación. El préstamo hipotecario que Josefa Tito obtuvo de Juan Queheille el 14 de diciembre de 1847 por valor de 80.000 r.v., será devuelto en dos plazos, la primera mitad el 1 de enero de 1849 y la segunda el 26 de diciembre de ese mismo año. Tres años más tarde, el 12 de enero de 1853, Tito se verá de nuevo en la necesidad de hipotecar la casa-fábrica de jabón para obtener de Juan Queheille un nuevo préstamo de 40.000 r.v., a devolver en un plazo de cuatro años, en esta ocasión a un interés del 5% anual. No podrá volver el préstamo en la fecha convenida y prorrogará la obligación hipotecaria dos años más, hasta el 12 de enero de 1859. Pero, antes de que se cumpla el plazo, le sobrevendrá la muerte.

### El legado de Josefa Tito y el fin de la fábrica de jabón

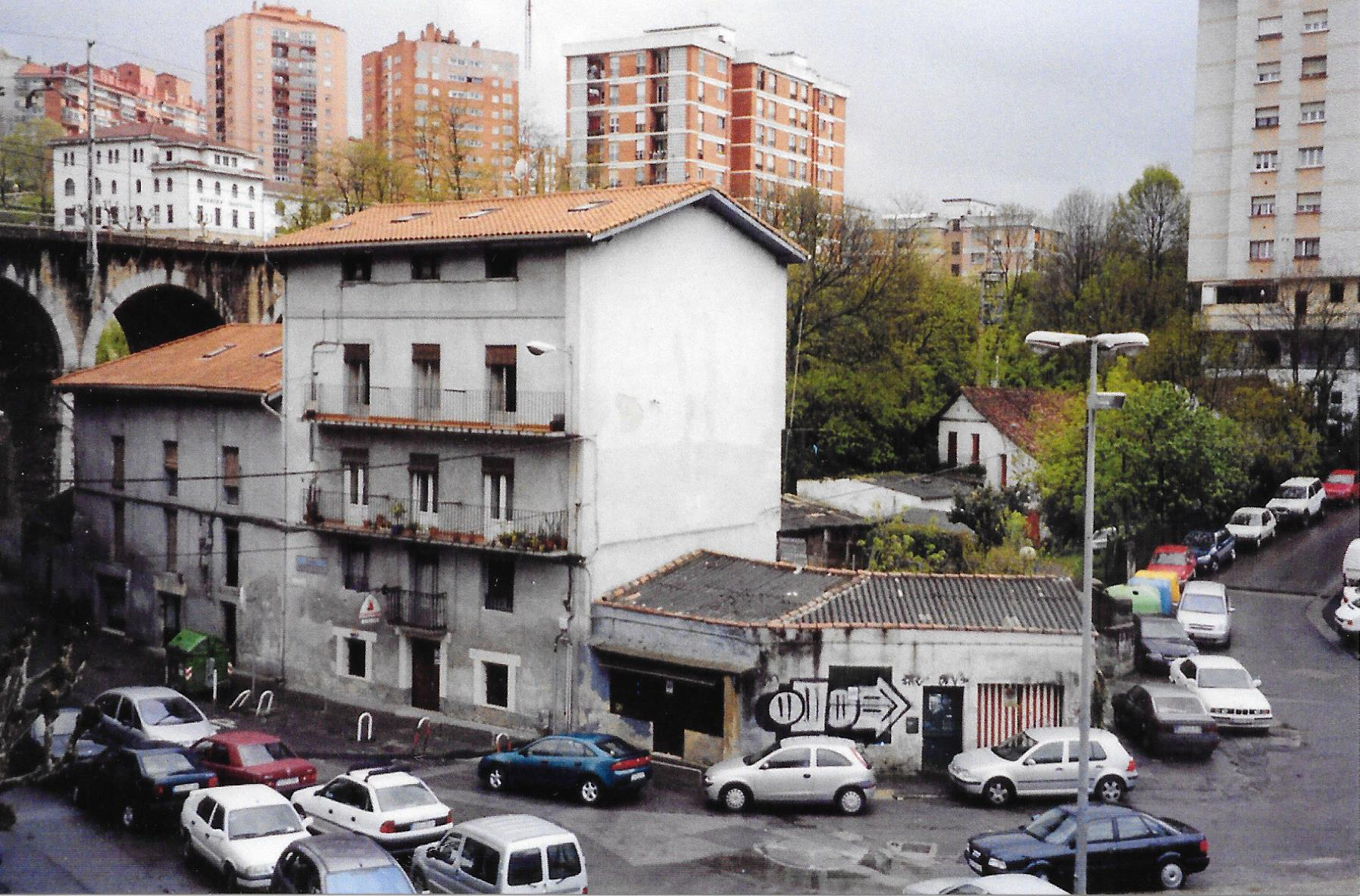
Última imagen de la fábrica de jabón Tito Recalde publicada por Estibaus, Boletín del Semanario de Historia de Altza tomada en el año 2005

No se sabe con exactitud el año en que dejaron de producir jabón y fideos. Probablemente al finalizar la prórroga de 1868, año en el que vencía la escritura de constitución de la sociedad. La memoria de la fábrica, sin embargo, permaneció medio siglo más en el nombre de la casa de vecindad: en el censo electoral de 1894 en la Fábrica Tito vivían tres electores, y en el de 1934 aparecen registrados siete electores y cinco electoras en este domicilio. La propietaria de la casa era Francisca Rodríguez Beraza, nieta y heredera de Josefa Tito Recalde, aquella mujer empresaria pionera de la industrialización moderna en Guipúzcoa que estableció la primera fábrica de Altza en Herrera.